# Jim Thome
James Howard „Jim“ Thome (* 27. August 1970 in Peoria, Illinois) ist ein ehemaliger US-amerikanischer Baseballspieler in der Major League Baseball (MLB).

## Jugend
Thome verbrachte in seiner Jugend viel Zeit damit, den Chicago Cubs im Wrigley Field zuzusehen. Im Alter von 8 Jahren sprang er, in der Hoffnung ein Autogramm von Dave Kingman zu bekommen, vor der Nationalhymne in das Dugout der Cubs. Ein Dugout ist der Bereich, in dem sich die Spielerbank befindet.
Auf seiner Highschool zeigte Thome dann sein sportliches Talent und wurde gleich in zwei Schulteams der Star. Neben Baseball war er auch im Basketball-Team einer der Besten. Als Junior schlug Thome 12 Home Runs und ging anschließend auf das Illinois Central College, auf dem er weiterhin beide Sportarten erfolgreich spielte. Im Major League Draft 1989 sicherten sich dann die Cleveland Indians die Rechte an Thome.

## Karriere in der Major League Baseball
Nachdem Thome gedraftet worden war, feierte er sein MLB-Debüt im Jahre 1991 an der dritten Base. Nachdem die Indians 1997 Matt Williams getradet hatten, wechselte Thome an die erste Base. Offensiv wurde er erstmals 1995 auffällig, als er einen Schlagdurchschnitt von .314 erreichte, dabei 25 Homeruns und 73 Runs Batted In erzielte. 1996 steigerte er sich auf 38 Homeruns, 1997 gar auf 40. Thome entwickelte sich zu einem typischen Homerun-Hitter. Unter anderem schlug er einen Ball 511 Fuß (156 Meter) aus dem Jacobs Field. Dies war der längste Homerun, der je in Cleveland gemessen wurde. Von Fans und Presse bekam er anschließend den Spitznamen „The Thomenator“.
Nach der Saison 2002 lief Thomes Vertrag aus und wurde zum Free-Agent. Thome versuchte bei den Chicago Cubs unterzukommen, die er seit seiner Kindheit beobachtete. Allerdings lehnten die Cubs den Spieler ab, und das obwohl er seine Forderungen extra für die Cubs gesenkt hatte. Stattdessen unterschrieb Thome einen Sechsjahresvertrag bei den Philadelphia Phillies. Viele befürchteten, dass der Wechsel aus der American League in die National League Thome Probleme bereiten würde, da er die Pitcher dort nicht kannte. Doch der Spieler zeigte seine Klasse, schlug 47 Homeruns in der ersten Saison bei den Phillies und lag damit nur einen Homerun hinter Mike Schmidt, der seit 1979 mit 48 Homeruns den Rekord der Phillies hält.
In der Saison 2004 schlug Thome, im brandneuen Citizens Bank Park in Philadelphia, den 400sten Homerun seiner Karriere. Er beendete die Saison mit 42 Homeruns und erhöhte dadurch die Summe der Homeruns seiner Karriere auf 423. Dadurch rutschte er auf Platz 35 in der ewigen Homerun-Bestenliste.
In der ersten Hälfte der Saison 2005 wurde Thome von einigen Verletzungen heimgesucht und schaffte es bis zum All-Star-Spiel nur auf einen Schlagdurchschnitt von .207, inklusive sieben Homeruns. Im Juli entschied Thome die Saison vorzeitig zu beenden, um seine Verletzungen komplett auszukurieren. Ersatzmann Ryan Howard nutzte seine Chance an der ersten Base und schlug die meisten Homeruns aller Rookies in der National League. Howard wurde folgerichtig zum Rookie of the Year gewählt. Die guten Leistungen des Rookies machten Thome bei den Phillies plötzlich verzichtbar. Am 23. November 2005 wurde Thome dann für 22 Millionen US-Dollar zu den Chicago White Sox getradet. Zudem wechselten drei Spieler der White Sox nach Philadelphia.
Ab April 2006 wurde Thome dann bei den Chicago White Sox als Designated Hitter eingesetzt. Er hält zudem seit April 2006 den Rekord für die meisten Homeruns eines White-Sox-Spielers im April (10). Indem er in jedem der ersten 17 Saisonspiele punkten konnte, wurde er in dieser Statistik neuer Rekordhalter der Major League. Am Muttertag, dem 14. Mai 2006, war Thome einer der über 50 Spieler, die zu Gunsten einer amerikanischen Brustkrebs-Stiftung mit einem pinkfarbenen Schläger spielte. Im selben Jahr wurde Thome zum Comeback Player of the Year gewählt.
Am 1. Juni 2009 schlug er seinen 550 Homerun im Spiel gegen die Oakland Athletics und am 15. August überholte er mit seinem 564 Homerun Reggie Jackson und steht seitdem auf Platz 11 der Alltime Leader Liste der MLB.
Am 15. August 2011, schlug Thome seine Homeruns Nr. 599 und 600 im Spiel gegen die Detroit Tigers im Comerica Park.
Am 4. November 2011 unterschrieb Thome einen Einjahresvertrag über 1,25 Millionen Dollar bei den Philadelphia Phillies.
Am 30. Juni 2012 wechselte er zu den Baltimore Orioles. Dort schlug er am 20. Juli seinen 610. Homerun. Er überholte damit Sammy Sosa und ist nun Siebter auf der All-time home run Liste.